# Olga Przyłęcka
Olga Przyłęcka (ur. około 1894, zm. 14 września 1944 w Warszawie) – polska nauczycielka, uczestniczka powstania warszawskiego, cywilna ofiara upamiętniona w Parku Kaskada w Warszawie. 

## Życiorys

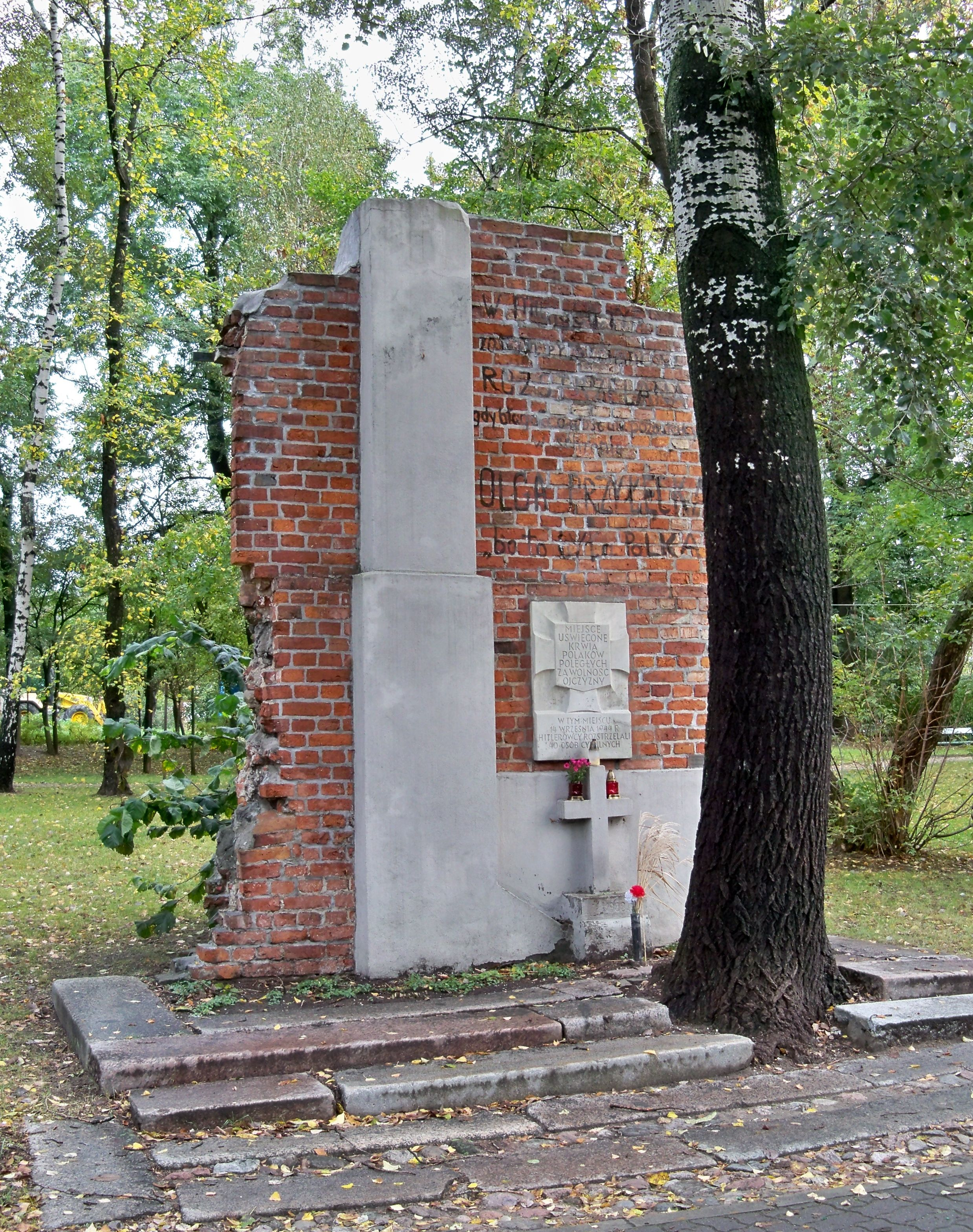
Fragment muru z tablicą upamiętniającą 40 cywilnych ofiar pacyfikacji powstania warszawskiego rozstrzelanych przez Niemców 14 września 1944 r. (Park Kaskada)

Była córką Jerzego i Heleny małżonków Hupków. Mimo rumuńskiego pochodzenia zaaklimatyzowała się w Polsce i aktywnie włączyła w życie lokalnej społeczności. Wraz z mężem Henrykiem, inżynierem, który pracował w Miejskiej Stacji Doświadczalnej Oczyszczania Ścieków na Kaskadzie, mieszkała w domu u wylotu ul. Kolektorskiej (posesja nr 24/1). Był to dom pracowników wodociągów miejskich. Wcześniej małżonkowie mieszkali na Żoliborzu Urzędniczym. Mieli syna Stanisława (ur. 1920), który wraz z ojcem wziął udział w powstaniu warszawskim. Obaj przeżyli.

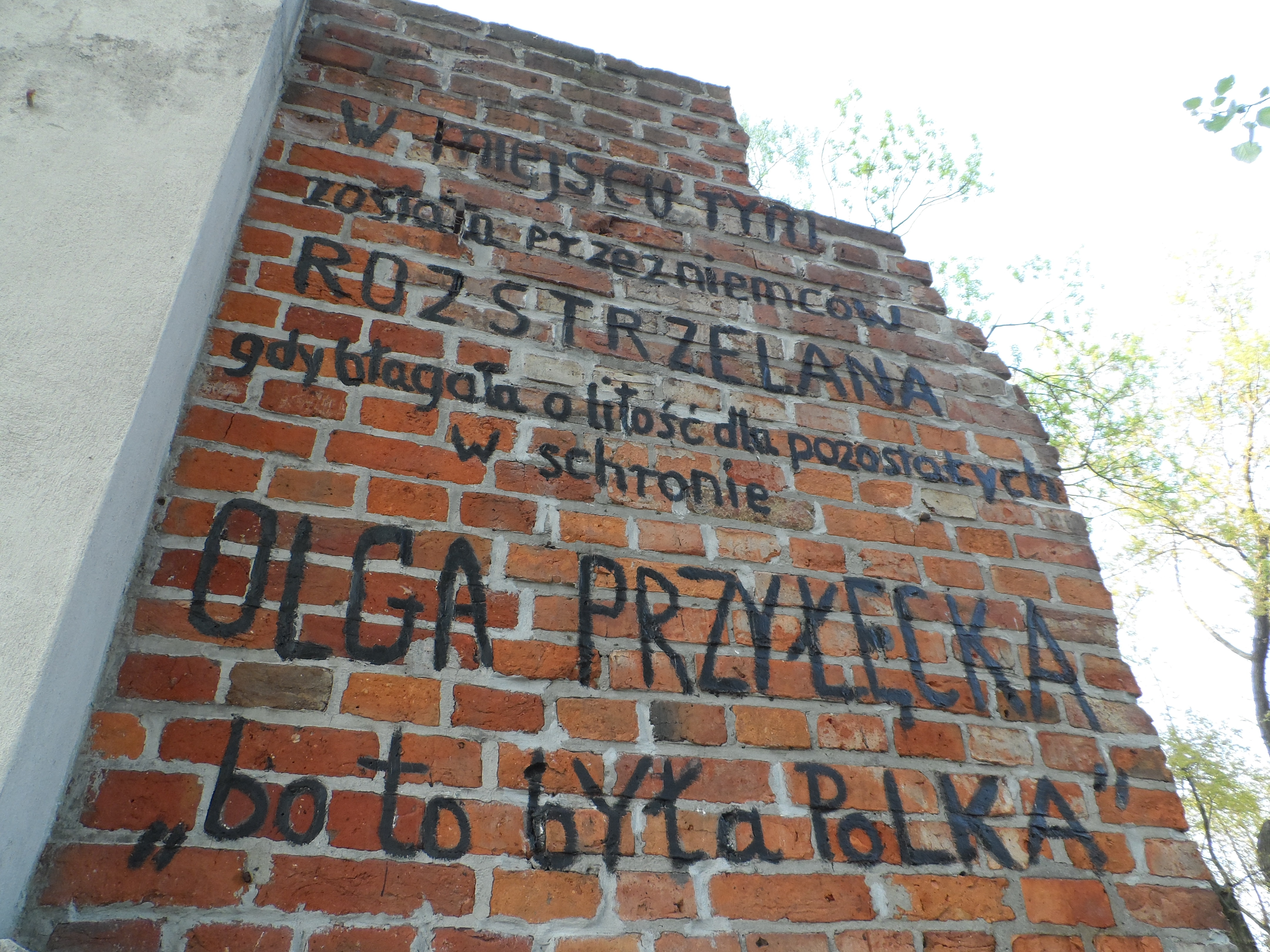
Napis na murze upamiętniający Olgę Przyłęcką

Była nauczycielką. Doskonale znała język niemiecki. W czasie powstania warszawskiego została w domu. Zorganizowała w nim punkt sanitarny i opiekowała się rannymi (nie wiadomo, czy powstańcami, czy ludnością cywilną). Zginęła podczas próby ratowania grupy ludności z Marymontu (m.in. łączników oddziałów AK działających w Kampinosie) z mordu dokonanego przez nieznaną formację (36 Dywizja Grenadierów SS lub brygady Kaminskiego).
Początkowo została pochowana w miejscu śmierci, a 20 kwietnia 1945 przeniesiona do mogiły zbiorowej przy ul. Marii Kazimiery 37. Jest upamiętniona na Cmentarzu Powstańców Warszawy (kwatera B - L rząd 1).
Po wojnie jej mąż wykładał na Politechnice Warszawskiej.

## Upamiętnienie
Pamięć o niej jest pielęgnowana przez społeczność Marymontu. W Parku Kaskada znajduje się fragment muru domu pracowników wodociągów miejskich z tablicą Tchorka („Miejsce uświęcone krwią Polaków poległych za Ojczyznę. W tym miejscu 14 września 1944 r. hitlerowcy rozstrzelali 40 osób cywilnych”). Na murze czarną olejną farbą napisano: „W miejscu tym została zamordowana rozstrzelana, gdy błagała o litość dla pozostających w schronie OLGA PRZYŁĘCKA, «bo to była Polka»”. Miejscem opiekuje się Akademia Pożarnicza oraz Szkoła Podstawowa nr 263.